# Sistem de operare

Poziția sistemului de operare într-un sistem computațional

Un sistem de operare, prescurtat SO (engleză operating system, prescurtat OS), este un ansamblu de programe care are rolul de a gestiona și de a facilita utilizatorului accesul la resursele sistemului de calcul. Metaforic, se poate spune că un sistem de operare joacă rol de dirijor, orchestrând doleanțele utilizatorilor prin atribuirea de partituri adecvate către diversele resurse ale calculatorului și veghind la interpretarea armonizată a respectivelor partituri, astfel încât scopurile pentru care s-a apelat la calculator să fie atinse. Pentru aceasta, nucleul sistemului de operare este primul program încărcat în memoria calculatorului si rămâne activ pe toată durata funcționării acestuia. Sistemul computerizat poate fi un computer, o stație de lucru (workstation), un server, un PC, un notebook, un netbook, un smartphone, un aparat de navigație rutieră, un e-book reader sau unele aparate de uz casnic, precum și playerele multimedia. Sistemul de operare joacă și rolul de gazdă pentru aplicațiile care rulează pe echipamentul (hardwareul) respectiv.

## Istoric
Până în anii ‘50, se dezvoltă prima generație de calculatoare, având la bază tehnologia tuburilor vidate. O inovație majoră este introducerea cartelelor perforate, ca modalitate de stocare a informației. În această perioadă nu existau limbaje de programare iar echipamentele electronice nu aveau sisteme de operare, fiind capabile să ruleze doar un singur program, utilizatorul fiind responsabil pentru interacțiunea directă cu hardware-ul. 

Dezvoltatorul ideii de sistem de operare care să sintetizeze operațiile unui computer, și rularea simultană a mai multor funcții ale unui program, a fost Alan Turing, a cărui Turing machine este considerat precursorul tuturor computerelor.

### Anii 1950
În 1950, Laboratorul de Cercetare General Motors a realizat primul sistem de operare pentru calculatorul lor, IBM 701. Acesta rula un sistem de procesare în serii, deoarece programele și datele erau introduse pe rând.
Sistemul de operare SHARE Operating Sistem creat de IBM în 1959, deservea computerele de tip mainframe IBM 704, IBM 709 și IBM 7090.  Apoi, este dezvoltată o nouă versiune, mult mai complexă, IBSYS (IBM’s Operating System).

### Anii 1960
În anii ‘60, diferite companii producătoare de mașini de calcul au dezvoltat mai multe sisteme de operare: Control Data Corporation, Borroughs Corporation, IBM, UNIVAC, General Electric, Digital Equipment Corporation. Acestea au revoluționat conceptul de sistem de operare, introducând fiecare noțiuni și caracteristici noi. Sistemele de operare au evoluat în multiprogramare, în care mai multe programe puteau rula în memorie, capacitatea de a comunica în rețea sau de a distribui mai multor utilizatori accesul la un program sau chiar nivele inelare de securitate.
În 1961 Burroughs Corp. a introdus seria de calculatoare B5000, cu sistemul de operare MCP (Master Control Program), primul sistem de operare care a fost scris exclusiv în ESPOL, un limbaj de nivel înalt, dialect al limbajului ALGOL. MCP a introdus de asemenea și prima implementare comercială de memorie virtuală. Sistemul de operare MCP este încă în utilizare și astăzi în linia de calculatoare Unisys ClearPath/MCP.
Atlas Supervisor care a funcționat pe calculatorul Atlas, construit la Universitatea Manchester în 1962, a fost sistemul de operare care a reușit să aloce resursele de procesare ale calculatorului astfel încât acesta să poată acționa simultan pe mai multe sarcini și programe de utilizator. Diferitele sale funcții includ administrarea memoriei virtuale a computerului Atlas. Este considerat ca fiind primul sistem de operare modern recunoscut.
UNIVAC, primul producător comercial de computere, a produs în 1962 sistemul de operare EXEC, pentru seria de calculatoare UNIVAC 1100/2200. Acesta a fost un sistem orientat pe loturi care putea opera cu discuri, cititoare de carduri și linii de imprimante.
General Electric și MIT au dezvoltat GECOS (General Electric ComprehensiveOperating System), care a introdus conceptul de nivele de privilegii securizate pe inele. După achiziționarea acesteia de către Honeywell, a fost redenumit în General Comprehensive Operating System (GCOS).
Control Data Corporation (CDC), introduce sistemul de operare SCOPE pentru seria de calculatoare CDC 3000, CDC 6000, și CDC 7600.
Digital Equipment Corporation a dezvoltat mai multe sisteme de operare de partajare pe timpi pentru liniile sale de calculatoare PDP-10 pe 36 biți, inclusiv TOPS-10 și TOPS-20, lansate în 1962 și 1969. TOPS-10 a fost un sistem deosebit de popular în universități și în comunitățile ARPANET.
În 1964 IBM a dezvoltat System/360, o familie de computere disponibile pe scară largă, cu diferite capacități. Pentru acestea a fost dezvoltat OS/360, primul sistem de operare capabil să lucreze la nivelul mai multor echipamente, centralizând astfel comanda unei întregi linii de procesare. OS/360 a deservit de asemenea computerele NASA în misiunea Apollo 11. Principalele sisteme de operare folosite astăzi de IBM sunt descendente ale OS/360.
În România, primul sistem de operare a fost elaborat în 1968, pentru calculatorul electronic DACICC-200, construit la Institutul de Calcul „Tiberiu Popoviciu” (Academia Română).

### Anii 1970
În anii 1970, microprocesoarele, cipurile și celelalte componente hardware, au devenit suficient de mici pentru a încăpea într-un calculator de birou, așa-numitul desktop. Cele mai folosite sisteme de operare erau Microsoft MS-DOS, ce putea fi instalat pe IBM PC și pe calculatoarele cu procesorul Intel 8088, și UNIX care putea rula pe procesoarele Motorola 6899.
În cooperare cu Universitatea din Minnesota, pe parcursul anilor 1970, Control Data Corporation a dezvoltat sistemele de operare CDC Kronos și apoi NOS (Network Operating System), care suportau prelucrări simultane pe loturi și partajarea pe timp. Ca multe sisteme de operare comerciale ce foloseau partajarea pe timp, interfețele acestor sisteme de operare erau o extindere a sistemelor de operare Dartmouth BASIC. La sfârșitul anilor 1970, CDC și Universitatea din Illinois, a dezvoltat sistemul de operare PLATO ce folosea monitoare cu plasmă și partajarea pe timp în rețelele de distanță lungă. Multe concepte moderne în computerele multi-utilizator au fost inițial dezvoltate pe PLATO, incluzând forumuri, panouri de mesaje, e-mail, mesagerie instantanee, partajare de ecran de la distanță și jocuri video multiplayer.
La mijlocul anilor 1970, sistemul de operare MVS (Multiple Virtual Storage) folosit pe calculatoarele IBM, System/370 și System/390, oferea prima punere în aplicare a folosirii RAM-ului ca o memorie cache transparentă pentru date.
CP/M (Control Program/Monitor apoi redenumit Control Program for Microcomputers),  un sistem de operare creat de Digital Research în 1974, pentru microcomputerele Intel 8080. Sistemul de operare CP/M a fost un sistem de operare compatibil cu foarte multe echipamente microcomputer, care a stat la baza Microsoft MS-DOS, și IBM PC DOS.
Spre sfârșitul anilor 1970, Apple a lansat sistemul de operare Apple DOS pentru seria de computere Apple II. Apple DOS a avut trei versiuni importante: DOS 3.1, DOS 3.2 și DOS 3.3.

### Sistemele de operare moderne
Una dintre cel mai notabile inovații aduse în domeniul sistemelor de operare a fost introducerea de către Apple în 1984 a Interfeței grafice, conceptul de cartografiere a pixelilor ecranului și convertirea acestor date în informații digitale capabile să comunice direct cu tastatura și cu mouse-ul. 

În aceeași perioadă, Microsoft a introdus noțiunea de ferestre (Windows), iar Linus Torvalds aduce kernelul, care a oferit posibilitatea dezvoltării de tip sursă deschisă a ceea ce acum poartă numele de distribuții Linux.
În 1996 Palm, Inc. a lansat primul sistem de operare pentru dispozitivele mobile, numit Palm OS. Tot în același an, Windows prezintă platforma Windows Mobile, disponibilă pe majoritatea dispozitivelor de tip PDA din acea vreme.
Nokia prezintă în 1999 primul sistem de operare Symbian S40, pe un Nokia 7110. Un an mai tarziu, Symbian OS a devenit cel mai popular sistem de operare mobil, instalat pe majoritatea dispozitivelor Nokia, cât și pe telefoanele Ericsson.
Începând cu anul 2007 lumea dispozitivelor mobile s-a schimbat radical odată cu apariția iOS și iPhone. Acum utilizatorii telefoanelor mobile puteau naviga ușor printr-un meniu prietenos pe ecranul primului iPhone.
La 5 noiembrie 2007 a fost înființată OHA (Open Handset Alliance) o alianță comercială de 84 de companii condusă de Google dedicată dezvoltării standardelor deschise pentru dispozitive mobile. În 2008, această alianță a lansat Android, care peste câțiva ani va deveni cel mai răspândit sistem de operare mobil.
În prezent, Windows a reușit să ajungă cel mai popular sistem de operare. Studiile recente arată că 91% dintre posesorii de calculatoare dețin un sistem de operare de la Microsoft, pe când 5% un sistem de la Apple (Mac), iar mai puțin de 2%, mai exact 1,74% folosesc Linux.

## Exemple de sisteme de operare
| Statistică a utilizării sistemelor de operare, 17 octombrie 2015 | Statistică a utilizării sistemelor de operare, 17 octombrie 2015 | Statistică a utilizării sistemelor de operare, 17 octombrie 2015 | Statistică a utilizării sistemelor de operare, 17 octombrie 2015 | Statistică a utilizării sistemelor de operare, 17 octombrie 2015 |
| ---------------------------------------------------------------- | ---------------------------------------------------------------- | ---------------------------------------------------------------- | ---------------------------------------------------------------- | ---------------------------------------------------------------- |
|                                                                  |                                                                  |                                                                  |                                                                  |                                                                  |
| Windows 7                                                        | Windows 7                                                        |                                                                  | 56.53%                                                           | 56.53%                                                           |
| Windows XP                                                       | Windows XP                                                       |                                                                  | 12.21%                                                           | 12.21%                                                           |
| Windows 8.1                                                      | Windows 8.1                                                      |                                                                  | 10.72%                                                           | 10.72%                                                           |
| Windows 10                                                       | Windows 10                                                       |                                                                  | 6.63%                                                            | 6.63%                                                            |
| Mac OS X 10.10                                                   | Mac OS X 10.10                                                   |                                                                  | 4.91%                                                            | 4.91%                                                            |
| Windows 8                                                        | Windows 8                                                        |                                                                  | 2.6%                                                             | 2.6%                                                             |
| Linux                                                            | Linux                                                            |                                                                  | 1.74%                                                            | 1.74%                                                            |
| Altele                                                           | Altele                                                           |                                                                  | 4.66%                                                            | 4.66%                                                            |
|                                                                  |                                                                  |                                                                  |                                                                  |                                                                  |

- Android-x86
- BeOS
- BS2000, BS3000
- BSD
- DOS, PC-DOS, MS-DOS
- iOS (Apple)
- Linux, AIX, HP-UX
- Mac OS X
- Mac OS
- OSEK-VDX
- Solaris
- Ubuntu
- UNIX
- webOS
- Windows
- z/OS

## Sistem de operare mobil

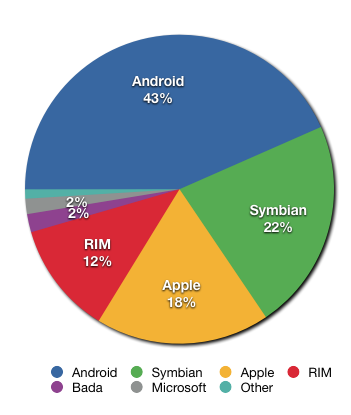
Piața principalelor sisteme de operare mobile

Un sistem de operare mobil, cunoscut și ca platformă de mobil, sau smartphone, este sistemul de operare care controlează un dispozitiv mobil. 

Dispozitivele mobile de comunicații mobile cum ar fi smartphone-urile, conțin două sisteme de operare mobile - principala platformă software orientată către utilizatori este completată de un al doilea sistem de operare în timp real, care operează și alte echipamente hardware.
Sistemul de operare mobil este în principiu similar cu sistemele de operare Linux sau Windows, ce controlează desktop-ul unui computer.
Sistemele de operare mobile au devenit extrem de populare în prezent, iar majoritatea lor se bazează pe Linux. Aceste sisteme de operare au apărut odată cu evoluția procesoarelor și memoriilor RAM care au permis tot mai multe procese și multitasking.
Performanța sistemelor de operare mobile depinde atât de kernel cât și de optimizarea lor. În timp ce unele sisteme rulează foarte bine cu doar 256 MB de RAM și procesor mic de doar 1 GHz, altele necesită un minim de 512 MB de RAM și procesor mai nou (cel puțin dual core).
- Android este cel mai popular sistem de operare mobil. Acest sistem de operare a fost sub licență Apache, iar din 21 octombrie 2008, Google a deschis întregul cod sursă fiind disponibil ca Open Source.
- iOS este bazat pe Unix, disponibil pe produse Apple: Iphone, iPad, iPod și Apple TV
- Windows Phone dezvoltat de Microsoft, succesorul Windows Mobile.
- BlackBerry OS sistem de operare proprietar ce rulează pe smartphon-urile din gama BlackBerry. A fost dezvoltat de compania canadiană Research In Motion (RIM), acum cunoscut sub numele de Blackberry.

Principalele sisteme de operare mobile Android, iOS, Windows Phone și Blackberry OS, reprezentau aproape întreaga cotă de piață în anul 2014.

### Alte sisteme
- Symbian a fost primul sistem de operare mobil, și cel mai popular până la apariția iOS și Android. A fost realizat prin colaborarea a patru companii printre care Nokia, Ericsson, Motorola și Psion.
- OpenMoko apărut în 2006, pe dispozitivul FIC GSM Neo1973, bazat pe Linux.
- QtMoko a urmat după OpenMoko.
- Maemo 5 a fost un sistem de operare utilizat de Nokia doar pe telefonul Nokia N900.
- Firefox OS sau Boot to Gecko (B2G) este dezvoltat de Mozilla și are ca nucleu Linux. Este un sistem de operare complet ce poate rula aplicații HTML5, JavaScript, devenind un concurent pentru Android și iOS. Primul telefon cu Firefox OS a fost ZTE Open lansat în data de 2 iulie 2013, pentru piața low-end.
- Ubuntu Touch un sistem nou apărut în 2014.
- MeeGo a fost predecesorul Sailfish OS, care a fost implementat doar pe două telefoane, Nokia N950 și Nokia N9.[5]
- Mer derivat din MeeGo.
- Sailfish OS este un sistem de operare rulând pe smartphone-ul Jolla. Este o continuare a lui MeeGo și oferă posibilitatea rulării aplicațiilor Android.
- Tizen apărut în 2014, dezvoltat de Intel și Samsung pe platformă Linux. Tizen va apărea chiar și pe electrocasnice printre care și frigidere.
- Plasma Phone OS apărut recent, în 2015, este conceput de KDE Plasma Mobile; se pot rula aplicații bazate pe Qt cum ar fi Plasma, Sailfish OS, Ubuntu Touch, Nemo.
- Opera TV, un sistem de operare pentru TV.[6]

#### Sisteme de operare cu scop educațional
- Edubuntu
- MINIX
- OLPC OS Arhivat în 10 mai 2020, la Wayback Machine.
- Skolelinux/DebianEdu Arhivat în 14 mai 2008, la Wayback Machine.
- UberStudent Arhivat în 6 iunie 2016, la Wayback Machine. [7]

## Literatură de specialitate
- F. Boian, Sisteme de operare interactive, Editura Libris, Cluj-Napoca, 1992
- Gh. Dodescu, A. Vasilescu, B. Oancea: Sisteme de operare, Editura Economică, 2003
- T. Ionescu, D. Saru, J.Floroiu: Sisteme de operare, Editura Tehnică, 1997
- Sorin Adrian Ciureanu: Sisteme de operare, Editura Printech, 2004
- A. Tannenbaum: Sisteme de operare moderne, Editura Byblos, 2004
- Răzvan Rughiniș, Răzvan Deaconescu, George Milescu G, Bardac Mircea: Introducere în sisteme de operare, Editura Printech, București, 2009
- Lavington, Simon (1998). A History of Manchester Computers (2nd ed.). Swindon: The British Computer Society. pp. 50–52. ISBN 978-1-902505-01-5.

## Vezi și
- Antivirus
- Driver
- Istoria informaticii
- Live CD
- Listă de sisteme de operare
- Microcontroler
- Nucleu (sistem de operare)
- Sistem de fișiere
- Sistem de operare în timp real
- Instalare de software

## Legături externe
Ce este un Sistem de operare btic.ro 27/08/2021
- operating-system.org
- Sisteme de operare gratuite pentru PC
- http://ictp.acad.ro/istoric